# Усмангалі
Усмангалі́ (рос. Усмангали, башк. Уҫманғәле) — село у складі Бєлорєцького району Башкортостану, Росія. Входить до складу Інзерської сільської ради.
Населення — 404 особи (2010; 374 в 2002).
Національний склад:
- башкири — 98%